# Nobody
«Nobody» es una canción de la cantante rumana Inna, estrenada en formato digital y streaming el 26 de junio de 2020 a través de Global Records. Fue escrita por la intérprete junto con Ki Fitzgerald, Laura White y Freedo, mientras que este último se encargó de la producción. «Nobody» ha sido descrita como una pista dance pop, con influencias de deep house y producción minimalista. La crítica especializada alabó el ritmo pegadizo de la canción y el talento vocal de Inna, además de señalar que refleja el estilo característico de la cantante en sus trabajos previos. Para promover el sencillo, la artista subió un video lírico a su canal oficial en YouTube, un día antes del estreno del tema; Alex Chițu y BMABID se encargaron de la creación del videoclip.

## Composición y lanzamiento

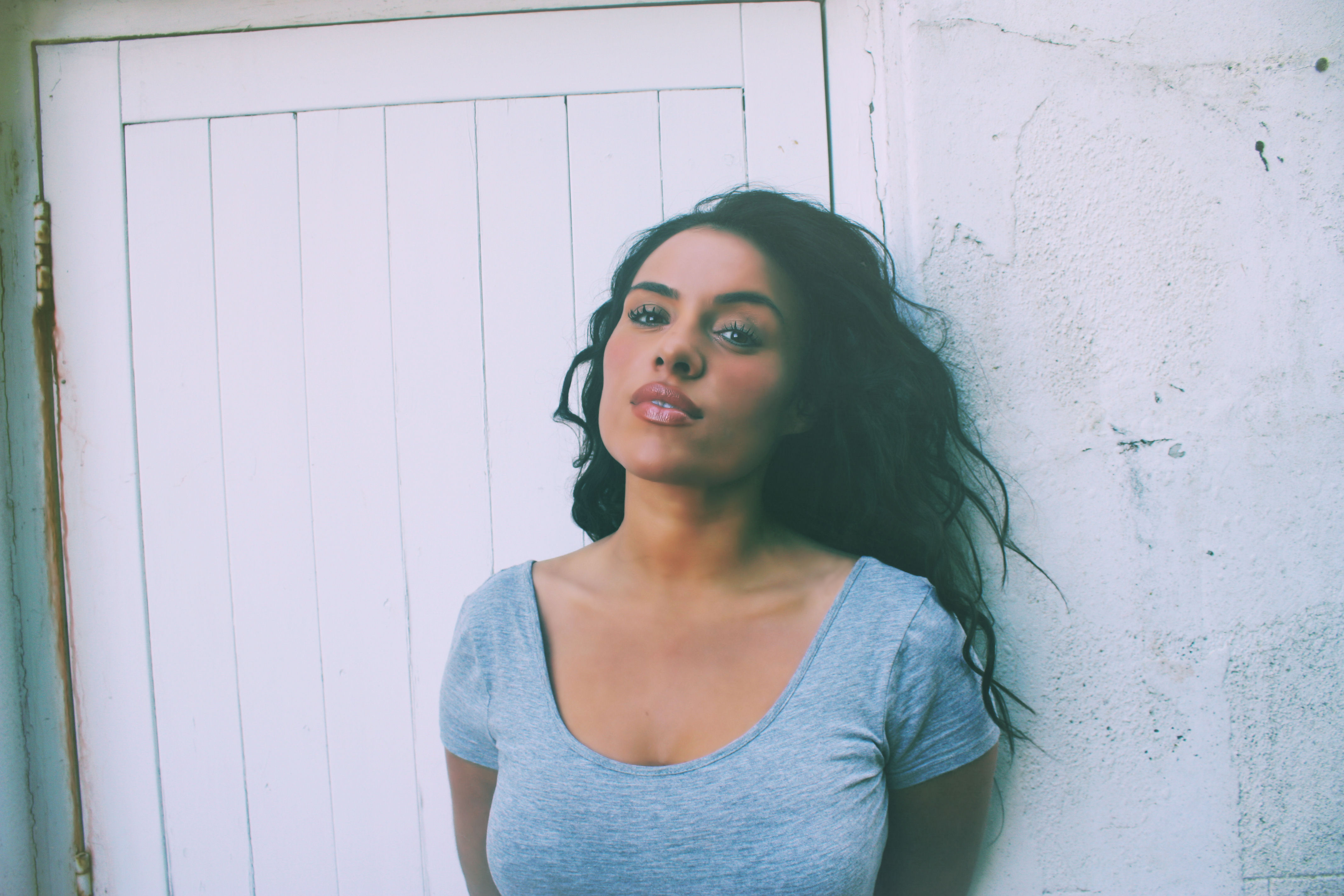
La cantante británica Laura White (en la imagen) formó parte del equipo de composición de «Nobody».

«Nobody» fue escrita por Inna junto con Ki Fitzgerald, Laura White y Freedo, mientras que este último se encargó de la producción; se convirtió en el tercer sencillo de la cantante producido por Freedo, después de «Not My Baby» y «Sober». Global Records estrenó el sencillo en formato digital y streaming el 26 de junio de 2020 en varios países. El tema ha sido descrito como una pista dance pop, con influencias de deep house y producción minimalista. Líricamente, «Nobody» trata sobre experimentar estímulos físicos mientras se está enamorado.

## Recepción
Tras su lanzamiento, «Nobody» ha recibido reseñas positivas por parte de la crítica especializada que, además opinó que refleja el estilo característico de la cantante en sus trabajos previos. Manuel Probst, de Dance-Charts, señaló que su producción relajada permitió que la voz «mágica» de Inna entrara en primer plano, y elogió su ritmo pegadizo. Jonathan Currinn, de CelebMix, hizo eco de los comentarios de Probst y afirmó que «Nobody» era uno de los mejores estrenos de Inna para el verano; también destacó su letra «romántica».

## Video musical
Para promover «Nobody», Inna subió un video lírico de la canción a su canal oficial en YouTube el 25 de junio de 2020, un día antes de su estreno oficial. Alex Chițu y BMABID se encargaron de la creación del videoclip, con una duración de dos minutos con 51 segundos. Currinn, de CelebMix, elogió el concepto del metraje y comentó que su enfoque en el sol y la playa se ajusta a la temática de la canción. El 10 de agosto, la cantante publicó un video para la versión extendida de «Nobody»; ha sido comparado por la crítica con el videoclip del sencillo «Tom's Diner» de Giorgio Moroder con Britney Spears.

## Formatos
| Descarga digital |          |          |  |
| N.º              | Título   | Duración |  |
| 1.               | «Nobody» | 2:51     |  |

## Historial de lanzamiento
| País  | Fecha               | Formato(s)       | Discográfica | Ref.  |
| ----- | ------------------- | ---------------- | ------------ | ----- |
| Mundo | 26 de junio de 2020 | Descarga digital | Global       | [ 2 ] |